# Roberto Acuña
Roberto Miguel Acuña Cabello, detto El Toro (Avellaneda, 25 marzo 1972), è un giocatore di beach soccer ed ex calciatore paraguaiano, di ruolo centrocampista.
Acuña è un argentino che ha ricevuto la cittadinanza paraguayana essendosi trasferito in questo paese quando era ancora piccolo: ciò gli ha permesso di diventare per anni il numero 10 della Nazionale di calcio del Paraguay, diventandone il secondo in ordine di presenze con 100, dietro a Carlos Gamarra.
Acuña ha militato in molte squadre del Sudamerica e dell'Europa; Indepediente e Boca Juniors in Argentina e Real Zaragoza e Deportivo de La Coruña in Spagna. Nel 2001 vince il premio di Calciatore paraguaiano dell'Anno.
Attualmente è il capitano della Nazionale di beach soccer del Paraguay.

## Carriera

### Club
Dopo aver cominciato a giocare per il Club Nacional nel 1989, ritornò per quattro stagioni in Argentina, con Argentinos Juniors, Club Atlético Independiente and Boca Juniors, prima di trasferirsi in Europa nel 1997, dove giocò nel Real Zaragoza, quindi al Deportivo de La Coruña, che lo ingaggiò per 5 anni, malgrado dovesse ancora scontare una squalifica per 5 giornate; giocò solo 7 partite nel campionato, per via di alcuni infortuni. Si ritirò inizialmente nel 2007, finendo la carriera in Paraguay con l'Olimpia Asunción, ma nel 2009 ritornò in attività con il Club Rubio Ñú.

### Nazionale
Giocò con la nazionale 96 partite segnando 5 gol. Fece parte della nazionale paraguayana che nel mondiale francese del 1998 eliminò la favorita Spagna, qualificandosi agli ottavi di finale per la seconda volta nella storia, affrontando la squadra che avrebbe poi vinto, la Francia. Tuttavia Acuña fu anche l'unico giocatore della sua nazionale ad essere espulso in un mondiale, negli ottavi di finale del mondiale del 2002 che la sua nazionale perse contro la Germania per 1-0.

## Palmarès

### Club

#### Competizioni nazionali
- Coppa di Spagna: 1

Real Zaragoza: 2001

#### Competizioni internazionali
- Recopa Sudamericana: 1

Independiente: 1995

### Individuale
- Equipo Ideal de América: 1

1996

## Statistiche

### Cronologia presenze e reti in nazionale
| Cronologia completa delle presenze e delle reti in nazionale ― Paraguay | Cronologia completa delle presenze e delle reti in nazionale ― Paraguay | Cronologia completa delle presenze e delle reti in nazionale ― Paraguay | Cronologia completa delle presenze e delle reti in nazionale ― Paraguay | Cronologia completa delle presenze e delle reti in nazionale ― Paraguay | Cronologia completa delle presenze e delle reti in nazionale ― Paraguay | Cronologia completa delle presenze e delle reti in nazionale ― Paraguay | Cronologia completa delle presenze e delle reti in nazionale ― Paraguay |
| Data                                                                    | Città                                                                   | In casa                                                                 | Risultato                                                               | Ospiti                                                                  | Competizione                                                            | Reti                                                                    | Note                                                                    |
| ----------------------------------------------------------------------- | ----------------------------------------------------------------------- | ----------------------------------------------------------------------- | ----------------------------------------------------------------------- | ----------------------------------------------------------------------- | ----------------------------------------------------------------------- | ----------------------------------------------------------------------- | ----------------------------------------------------------------------- |
| 3-3-1993                                                                | Asunción                                                                | Paraguay                                                                | 1 – 0                                                                   | Bolivia                                                                 | Copa Paz del Chaco 1993                                                 | -                                                                       |                                                                         |
| 10-6-1993                                                               | Città del Messico                                                       | Messico                                                                 | 3 – 1                                                                   | Paraguay                                                                | Amichevole                                                              | -                                                                       | 75’                                                                     |
| 26-6-1993                                                               | Quito                                                                   | Ecuador                                                                 | 3 – 0                                                                   | Paraguay                                                                | Coppa America 1993 - Quarti di finale                                   | -                                                                       | 60’                                                                     |
| 14-7-1993                                                               | Rio de Janeiro                                                          | Brasile                                                                 | 2 – 0                                                                   | Paraguay                                                                | Amichevole                                                              | -                                                                       | Ammonizione                                                             |
| 1-8-1993                                                                | Barranquilla                                                            | Colombia                                                                | 0 – 0                                                                   | Perù                                                                    | Qual. Mondiali 1994                                                     | -                                                                       |                                                                         |
| 8-8-1993                                                                | Asunción                                                                | Paraguay                                                                | 1 – 3                                                                   | Argentina                                                               | Qual. Mondiali 1994                                                     | -                                                                       |                                                                         |
| 15-8-1993                                                               | Asunción                                                                | Paraguay                                                                | 2 – 1                                                                   | Perù                                                                    | Qual. Mondiali 1994                                                     | -                                                                       | 53’                                                                     |
| 22-8-1993                                                               | Asunción                                                                | Paraguay                                                                | 1 – 1                                                                   | Colombia                                                                | Qual. Mondiali 1994                                                     | -                                                                       | 40’                                                                     |
| 29-8-1993                                                               | Buenos Aires                                                            | Argentina                                                               | 0 – 0                                                                   | Paraguay                                                                | Qual. Mondiali 1994                                                     | -                                                                       |                                                                         |
| 5-9-1993                                                                | Lima                                                                    | Perù                                                                    | 2 – 2                                                                   | Paraguay                                                                | Qual. Mondiali 1994                                                     | -                                                                       |                                                                         |
| 9-6-1995                                                                | Asunción                                                                | Paraguay                                                                | 0 – 0 (4 – 3 dtr)                                                       | Bolivia                                                                 | Copa Paz del Chaco 1995                                                 | -                                                                       | Ingresso                                                                |
| 14-6-1995                                                               | Rosario                                                                 | Argentina                                                               | 2 – 1                                                                   | Paraguay                                                                | Amichevole                                                              | -                                                                       | Cap.                                                                    |
| 22-6-1995                                                               | Santiago del Cile                                                       | Nuova Zelanda                                                           | 2 – 3                                                                   | Paraguay                                                                | Copa Centenario                                                         | -                                                                       |                                                                         |
| 30-6-1995                                                               | Asunción                                                                | Paraguay                                                                | 1 – 0                                                                   | Ecuador                                                                 | Amichevole                                                              | 1                                                                       |                                                                         |
| 6-7-1995                                                                | Maldonado                                                               | Paraguay                                                                | 2 – 1                                                                   | Messico                                                                 | Coppa America 1995 - 1º turno                                           | -                                                                       |                                                                         |
| 9-7-1995                                                                | Montevideo                                                              | Uruguay                                                                 | 1 – 0                                                                   | Paraguay                                                                | Coppa America 1995 - 1º turno                                           | -                                                                       |                                                                         |
| 12-7-1995                                                               | Maldonado                                                               | Venezuela                                                               | 2 – 3                                                                   | Paraguay                                                                | Coppa America 1995 - 1º turno                                           | -                                                                       |                                                                         |
| 16-7-1995                                                               | Montevideo                                                              | Colombia                                                                | 1 – 1 (5 – 4 dtr)                                                       | Paraguay                                                                | Coppa America 1995 - Quarti di finale                                   | -                                                                       |                                                                         |
| 14-2-1996                                                               | Sucre                                                                   | Bolivia                                                                 | 4 – 1                                                                   | Paraguay                                                                | Amichevole                                                              | -                                                                       |                                                                         |
| 21-4-1996                                                               | Asunción                                                                | Paraguay                                                                | 3 – 0                                                                   | Bosnia ed Erzegovina                                                    | Amichevole                                                              | -                                                                       |                                                                         |
| 24-4-1996                                                               | Barranquilla                                                            | Colombia                                                                | 1 – 0                                                                   | Paraguay                                                                | Qual. Mondiali 1998                                                     | -                                                                       |                                                                         |
| 2-6-1996                                                                | Montevideo                                                              | Uruguay                                                                 | 0 – 2                                                                   | Paraguay                                                                | Qual. Mondiali 1998                                                     | -                                                                       | 54’                                                                     |
| 26-7-1996                                                               | Asunción                                                                | Paraguay                                                                | 2 – 0                                                                   | Bolivia                                                                 | Amichevole                                                              | -                                                                       |                                                                         |
| 1-9-1996                                                                | Buenos Aires                                                            | Argentina                                                               | 1 – 1                                                                   | Paraguay                                                                | Qual. Mondiali 1998                                                     | -                                                                       | 18’ 87’                                                                 |
| 9-10-1996                                                               | Asunción                                                                | Paraguay                                                                | 2 – 1                                                                   | Cile                                                                    | Qual. Mondiali 1998                                                     | -                                                                       |                                                                         |
| 10-11-1996                                                              | Asunción                                                                | Paraguay                                                                | 1 – 0                                                                   | Ecuador                                                                 | Qual. Mondiali 1998                                                     | -                                                                       |                                                                         |
| 15-12-1996                                                              | La Paz                                                                  | Bolivia                                                                 | 0 – 0                                                                   | Paraguay                                                                | Qual. Mondiali 1998                                                     | -                                                                       | 81’                                                                     |
| 6-1-1997                                                                | Asunción                                                                | Paraguay                                                                | 2 – 0                                                                   | Armenia                                                                 | Amichevole                                                              | -                                                                       | 46’                                                                     |
| 12-1-1997                                                               | Merida                                                                  | Venezuela                                                               | 0 – 2                                                                   | Paraguay                                                                | Qual. Mondiali 1998                                                     | -                                                                       |                                                                         |
| 12-2-1997                                                               | Asunción                                                                | Paraguay                                                                | 2 – 1                                                                   | Perù                                                                    | Qual. Mondiali 1998                                                     | -                                                                       | 76’                                                                     |
| 2-4-1997                                                                | Asunción                                                                | Paraguay                                                                | 2 – 1                                                                   | Colombia                                                                | Qual. Mondiali 1998                                                     | -                                                                       |                                                                         |
| 30-4-1997                                                               | Asunción                                                                | Paraguay                                                                | 3 – 1                                                                   | Uruguay                                                                 | Qual. Mondiali 1998                                                     | -                                                                       |                                                                         |
| 4-6-1997                                                                | Saint Louis                                                             | Stati Uniti                                                             | 0 – 0                                                                   | Paraguay                                                                | Amichevole                                                              | -                                                                       | 84’                                                                     |
| 11-6-1997                                                               | Cochabamba                                                              | Paraguay                                                                | 1 – 0                                                                   | Cile                                                                    | Coppa America 1997 - 1º turno                                           | 1                                                                       | 75’                                                                     |
| 14-6-1997                                                               | Cochabamba                                                              | Paraguay                                                                | 2 – 0                                                                   | Ecuador                                                                 | Coppa America 1997 - 1º turno                                           | -                                                                       | 58’                                                                     |
| 17-6-1997                                                               | Cochabamba                                                              | Argentina                                                               | 1 – 1                                                                   | Paraguay                                                                | Coppa America 1997 - 1º turno                                           | -                                                                       |                                                                         |
| 22-6-1997                                                               | Santa Cruz de la Sierra                                                 | Brasile                                                                 | 2 – 0                                                                   | Paraguay                                                                | Coppa America 1997 - Quarti di finale                                   | -                                                                       |                                                                         |
| 6-7-1997                                                                | Asunción                                                                | Paraguay                                                                | 1 – 2                                                                   | Argentina                                                               | Qual. Mondiali 1998                                                     | 1                                                                       |                                                                         |
| 20-7-1997                                                               | Santiago del Cile                                                       | Cile                                                                    | 2 – 1                                                                   | Paraguay                                                                | Qual. Mondiali 1998                                                     | -                                                                       |                                                                         |
| 20-8-1997                                                               | Quito                                                                   | Ecuador                                                                 | 2 – 1                                                                   | Paraguay                                                                | Qual. Mondiali 1998                                                     | -                                                                       | 75’                                                                     |
| 10-9-1997                                                               | Asunción                                                                | Paraguay                                                                | 2 – 1                                                                   | Bolivia                                                                 | Qual. Mondiali 1998                                                     | -                                                                       |                                                                         |
| 12-10-1997                                                              | Asunción                                                                | Paraguay                                                                | 1 – 0                                                                   | Venezuela                                                               | Qual. Mondiali 1998                                                     | -                                                                       |                                                                         |
| 14-3-1998                                                               | San Diego                                                               | Stati Uniti                                                             | 2 – 2                                                                   | Paraguay                                                                | Amichevole                                                              | -                                                                       |                                                                         |
| 18-3-1998                                                               | Città del Messico                                                       | Messico                                                                 | 1 – 1                                                                   | Paraguay                                                                | Amichevole                                                              | -                                                                       |                                                                         |
| 29-3-1998                                                               | New Haven                                                               | Colombia                                                                | 1 – 1                                                                   | Paraguay                                                                | Amichevole                                                              | -                                                                       | Uscita                                                                  |
| 22-4-1998                                                               | Parma                                                                   | Italia                                                                  | 3 – 1                                                                   | Paraguay                                                                | Amichevole                                                              | -                                                                       |                                                                         |
| 17-5-1998                                                               | Tokyo                                                                   | Giappone                                                                | 1 – 1                                                                   | Paraguay                                                                | Amichevole                                                              | -                                                                       | 46’                                                                     |
| 21-5-1998                                                               | Kōbe                                                                    | Rep. Ceca                                                               | 1 – 0                                                                   | Paraguay                                                                | Amichevole                                                              | -                                                                       |                                                                         |
| 3-6-1998                                                                | Bucarest                                                                | Romania                                                                 | 3 – 2                                                                   | Paraguay                                                                | Amichevole                                                              | 1                                                                       |                                                                         |
| 6-6-1998                                                                | Bruxelles                                                               | Belgio                                                                  | 1 – 0                                                                   | Paraguay                                                                | Amichevole                                                              | -                                                                       | 72’                                                                     |
| 12-6-1998                                                               | Montpellier                                                             | Paraguay                                                                | 0 – 0                                                                   | Bulgaria                                                                | Mondiali 1998 - 1º turno                                                | -                                                                       |                                                                         |
| 19-6-1998                                                               | Saint-Étienne                                                           | Paraguay                                                                | 0 – 0                                                                   | Spagna                                                                  | Mondiali 1998 - 1º turno                                                | -                                                                       | 73’                                                                     |
| 24-6-1998                                                               | Tolosa                                                                  | Nigeria                                                                 | 1 – 3                                                                   | Paraguay                                                                | Mondiali 1998 - 1º turno                                                | -                                                                       | 67’                                                                     |
| 28-6-1998                                                               | Lens                                                                    | Francia                                                                 | 1 – 0 gg                                                                | Paraguay                                                                | Mondiali 1998 - Ottavi di finale                                        | -                                                                       |                                                                         |
| 17-6-1999                                                               | Ciudad del Este                                                         | Paraguay                                                                | 2 – 3                                                                   | Uruguay                                                                 | Amichevole                                                              | -                                                                       | 27’                                                                     |
| 24-6-1999                                                               | Asunción                                                                | Paraguay                                                                | 2 – 1                                                                   | Colombia                                                                | Amichevole                                                              | -                                                                       |                                                                         |
| 29-6-1999                                                               | Asunción                                                                | Bolivia                                                                 | 0 – 0                                                                   | Paraguay                                                                | Coppa America 1999 - 1º turno                                           | -                                                                       |                                                                         |
| 2-7-1999                                                                | Asunción                                                                | Paraguay                                                                | 4 – 0                                                                   | Giappone                                                                | Coppa America 1999 - 1º turno                                           | -                                                                       |                                                                         |
| 5-7-1999                                                                | Asunción                                                                | Perù                                                                    | 0 – 1                                                                   | Paraguay                                                                | Coppa America 1999 - 1º turno                                           | -                                                                       |                                                                         |
| 10-7-1999                                                               | Asunción                                                                | Paraguay                                                                | 1 – 1 (5 – 3 dtr)                                                       | Uruguay                                                                 | Coppa America 1999 - Quarti di finale                                   | -                                                                       | Ammonizione                                                             |
| 3-11-1999                                                               | Buenos Aires                                                            | Paraguay                                                                | 0 – 0                                                                   | Bolivia                                                                 | Amichevole                                                              | -                                                                       | Ammonizione                                                             |
| 17-11-1999                                                              | Maldonado                                                               | Uruguay                                                                 | 0 – 1                                                                   | Paraguay                                                                | Amichevole                                                              | -                                                                       | Ammonizione                                                             |
| 29-3-2000                                                               | Lima                                                                    | Perù                                                                    | 2 – 0                                                                   | Paraguay                                                                | Qual. Mondiali 2002                                                     | -                                                                       |                                                                         |
| 26-4-2000                                                               | Asunción                                                                | Paraguay                                                                | 1 – 0                                                                   | Uruguay                                                                 | Qual. Mondiali 2002                                                     | -                                                                       | 70’                                                                     |
| 3-6-2000                                                                | Asunción                                                                | Paraguay                                                                | 3 – 1                                                                   | Ecuador                                                                 | Qual. Mondiali 2002                                                     | -                                                                       |                                                                         |
| 21-6-2000                                                               | Ciudad del Este                                                         | Paraguay                                                                | 1 – 0                                                                   | Costa Rica                                                              | Amichevole                                                              | -                                                                       |                                                                         |
| 29-6-2000                                                               | Santiago del Cile                                                       | Cile                                                                    | 3 – 1                                                                   | Paraguay                                                                | Qual. Mondiali 2002                                                     | -                                                                       | 38’                                                                     |
| 18-7-2000                                                               | Asunción                                                                | Paraguay                                                                | 2 – 1                                                                   | Brasile                                                                 | Qual. Mondiali 2002                                                     | -                                                                       |                                                                         |
| 27-7-2000                                                               | La Paz                                                                  | Bolivia                                                                 | 0 – 0                                                                   | Paraguay                                                                | Qual. Mondiali 2002                                                     | -                                                                       | 85’                                                                     |
| 16-8-2000                                                               | Buenos Aires                                                            | Argentina                                                               | 1 – 1                                                                   | Paraguay                                                                | Qual. Mondiali 2002                                                     | 1                                                                       | 88’                                                                     |
| 2-9-2000                                                                | Asunción                                                                | Paraguay                                                                | 3 – 0                                                                   | Venezuela                                                               | Qual. Mondiali 2002                                                     | 1                                                                       |                                                                         |
| 7-10-2000                                                               | Bogotà                                                                  | Colombia                                                                | 0 – 2                                                                   | Paraguay                                                                | Qual. Mondiali 2002                                                     | -                                                                       |                                                                         |
| 15-11-2000                                                              | Asunción                                                                | Paraguay                                                                | 5 – 1                                                                   | Perù                                                                    | Qual. Mondiali 2002                                                     | -                                                                       | 21’                                                                     |
| 28-3-2001                                                               | Montevideo                                                              | Uruguay                                                                 | 0 – 1                                                                   | Paraguay                                                                | Qual. Mondiali 2002                                                     | -                                                                       | 70’                                                                     |
| 2-6-2001                                                                | Asunción                                                                | Paraguay                                                                | 1 – 0                                                                   | Cile                                                                    | Qual. Mondiali 2002                                                     | -                                                                       | 57’                                                                     |
| 15-8-2001                                                               | Porto Alegre                                                            | Brasile                                                                 | 2 – 0                                                                   | Paraguay                                                                | Qual. Mondiali 2002                                                     | -                                                                       | 90+1’                                                                   |
| 8-11-2001                                                               | San Cristóbal                                                           | Venezuela                                                               | 3 – 1                                                                   | Paraguay                                                                | Qual. Mondiali 2002                                                     | -                                                                       |                                                                         |
| 14-11-2001                                                              | Asunción                                                                | Paraguay                                                                | 0 – 4                                                                   | Colombia                                                                | Qual. Mondiali 2002                                                     | -                                                                       |                                                                         |
| 17-5-2002                                                               | Stoccolma                                                               | Svezia                                                                  | 1 – 2                                                                   | Paraguay                                                                | Amichevole                                                              | -                                                                       |                                                                         |
| 2-6-2002                                                                | Pusan                                                                   | Paraguay                                                                | 2 – 2                                                                   | Sudafrica                                                               | Mondiali 2002 - 1º turno                                                | -                                                                       |                                                                         |
| 7-6-2002                                                                | Jeonju                                                                  | Spagna                                                                  | 3 – 1                                                                   | Paraguay                                                                | Mondiali 2002 - 1º turno                                                | -                                                                       |                                                                         |
| 12-6-2002                                                               | Seogwipo                                                                | Slovenia                                                                | 1 – 3                                                                   | Paraguay                                                                | Mondiali 2002 - 1º turno                                                | -                                                                       |                                                                         |
| 15-6-2002                                                               | Seogwipo                                                                | Germania                                                                | 1 – 0                                                                   | Paraguay                                                                | Mondiali 2002 - Ottavi di finale                                        | -                                                                       | 26’, 90+2’                                                              |
| 21-8-2002                                                               | Fortaleza                                                               | Brasile                                                                 | 0 – 1                                                                   | Paraguay                                                                | Amichevole                                                              | -                                                                       |                                                                         |
| 16-10-2002                                                              | Logroño                                                                 | Spagna                                                                  | 0 – 0                                                                   | Paraguay                                                                | Amichevole                                                              | -                                                                       |                                                                         |
| 3-9-2005                                                                | Asunción                                                                | Paraguay                                                                | 1 – 0                                                                   | Argentina                                                               | Qual. Mondiali 2006                                                     | -                                                                       |                                                                         |
| 8-10-2005                                                               | Maracaibo                                                               | Venezuela                                                               | 0 – 1                                                                   | Paraguay                                                                | Qual. Mondiali 2006                                                     | -                                                                       |                                                                         |
| 11-10-2005                                                              | Asunción                                                                | Paraguay                                                                | 0 – 1                                                                   | Colombia                                                                | Qual. Mondiali 2006                                                     | -                                                                       |                                                                         |
| 11-11-2005                                                              | Teheran                                                                 | Paraguay                                                                | 4 – 2                                                                   | Togo                                                                    | Amichevole                                                              | -                                                                       | Cap.                                                                    |
| 1-3-2006                                                                | Cardiff                                                                 | Galles                                                                  | 0 – 0                                                                   | Paraguay                                                                | Amichevole                                                              | -                                                                       |                                                                         |
| 29-3-2006                                                               | Maracaibo                                                               | Messico                                                                 | 2 – 1                                                                   | Paraguay                                                                | Amichevole                                                              | -                                                                       |                                                                         |
| 24-5-2006                                                               | Oslo                                                                    | Norvegia                                                                | 2 – 2                                                                   | Paraguay                                                                | Amichevole                                                              | -                                                                       |                                                                         |
| 27-5-2006                                                               | Århus                                                                   | Danimarca                                                               | 1 – 1                                                                   | Paraguay                                                                | Amichevole                                                              | -                                                                       |                                                                         |
| 31-5-2006                                                               | Dornbirn                                                                | Georgia                                                                 | 0 – 1                                                                   | Paraguay                                                                | Amichevole                                                              | -                                                                       | 58’                                                                     |
| 10-6-2006                                                               | Francoforte sul Meno                                                    | Inghilterra                                                             | 1 – 0                                                                   | Paraguay                                                                | Mondiali 2006 - 1º turno                                                | -                                                                       |                                                                         |
| 15-6-2006                                                               | Berlino                                                                 | Svezia                                                                  | 1 – 0                                                                   | Paraguay                                                                | Mondiali 2006 - 1º turno                                                | -                                                                       | 51’                                                                     |
| 20-6-2006                                                               | Kaiserslautern                                                          | Paraguay                                                                | 2 – 0                                                                   | Trinidad e Tobago                                                       | Mondiali 2006 - 1º turno                                                | -                                                                       |                                                                         |
| 7-10-2006                                                               | Brisbane                                                                | Australia                                                               | 1 – 1                                                                   | Paraguay                                                                | Amichevole                                                              | -                                                                       | 72’                                                                     |
| 7-6-2011                                                                | Luque                                                                   | Paraguay                                                                | 0 – 0                                                                   | Bolivia                                                                 | Amichevole                                                              | -                                                                       | 85’                                                                     |
| 11-6-2011                                                               | Asunción                                                                | Paraguay                                                                | 2 – 0                                                                   | Romania                                                                 | Amichevole                                                              | -                                                                       | Cap. 9’                                                                 |
| Totale                                                                  |                                                                         | Presenze                                                                | 100                                                                     |                                                                         | Reti                                                                    | 5                                                                       |                                                                         |